# یکه‌خانه (تاجیکستان)
یکه‌خانه (به لاتین: Yakkakhona) یک منطقهٔ مسکونی در تاجیکستان است که در ولایت سغد واقع شده‌است.